# Edmonton Oilers
Edmonton Oilers er et professionelt ishockeyhold der spiller i den bedste nordamerikanske række NHL. Klubben spiller sine hjemmekampe i Rogers Place (en) i Edmonton, Alberta, Canada. Klubben blev stiftet i 1972 under navnet Alberta Oilers og var med til at starte World Hockey Association (WHA) der var en konkurrerende liga til NHL. Efter bare ét år skiftede man navn til det nuværende Edmonton Oilers. Klubben har været i NHL siden 1979 og har vundet Stanley Cuppen 5 gange, senest i 1990.

## Wayne Gretzky og mesterskaberne
Efter nogle år uden de store resultater lykkedes det i 1978 den nye ejer Peter Pocklington at trade sig til en blot 17-årig Wayne Gretzky samt flere andre spillere fra det nedlagte hold Indianapolis Racers for en symbolsk sum. Gretzkys ankomst skulle få en afgørende indflydelse på klubben og allerede første sæson med Gretzky på holdet blev resultaterne bedre, omend det ikke førte til noget mesterskab. Da WHA lukkede ned i 1979 kom Edmonton Oilers sammen med tre andre hold fra WHA med i NHL fra sæsonen 1979-80. Anført af Gretzky og med god hjælp fra bl.a. Mark Messier, Paul Coffey, Jari Kurri, Grant Fuhr, Glenn Anderson og Kevin Lowe blev det unge talentfulde hold bedre og bedre år for år i de tidlige 1980'ere, og i 1983 stod man i sin første Stanley Cup-finale mod de på det tidspunkt dominerende New York Islanders. Den finaleserie vandt Islanders med 4-0 i kampe. Men allerede året efter, i 1984, skulle man få sin revanche da man endnu en gang stod over for Islanders i finalen og denne gang vandt man med 4-1 i kampe. Sejren blev starten på en dominans hvis sidestykke sjældent er set i NHL's historie. Man vandt Stanley Cuppen igen i 1985, 1987 og 1988.
Efter 4 Stanley Cup-triumfer på 5 sæsoner blev Gretzky, som på dette tidspunkt af mange blev anset som den bedste ishockeyspiller nogensinde, tradet til Los Angeles Kings d. 9. august 1988. Tradet vakte stor opsigt i det ishockey-gale Canada og mange canadiere anså Gretzky for at være en forræder, mens andre mente at klubejer Peter Pocklington tradede Gretzky for personlig vindings skyld. Sagen var sågar oppe at vende i det canadiske parlament hvor et medlem af parlamentet, uden større succes, forlangte at regeringen skulle blokere for byttehandlen. Selvom dette trade blev startskuddet til enden for Edmontons dominans lykkedes det alligevel klubben at vinde mesterskabet uden Gretzky på holdet i 1990. Det blev dog tydeligere og tydeligere at man i byttehandlen med Los Angeles Kings ikke havde fået nogle spillere der kunne erstatte Gretzky.

## 2006 Stanley Cup-finalister
Efter en række sæsoner med svingende resultater nåede man i 2006 endnu en gang langt i slutspillet. Som ottende-seedet slog man først favoritterne fra Detroit Red Wings med 4-2 i kampe. Dernæst var man endnu en gang undertippet mod San Jose Sharks som man slog 4-2 i kampe efter at have været bagud 2-0 undervejs. I Conference-finalen slog man Anaheim Mighty Ducks med 4-1 i kampe. I Stanley Cup-finalen stod man nu over for Carolina Hurricanes. Det var første gang at to hold fra det hedengangne World Hockey Association mødtes i Stanley Cup-finalen. I den første finalekamp blev holdets førstemålmand Dwayne Roloson skadet, men med Jussi Markkanen i målet lykkedes det alligevel Oilers at fremtvinge en syvende og afgørende kamp som man dog tabte 3-1.

## Nuværende spillertrup (2007-08)
Pr. 4. juli 2008.
Målmænd
- 32  Mathieu Garon
- 35  Dwayne Roloson
- 38  Jeff Drouin-Deslauriers

Backer
- 5  Ladislav Smid
- 24  Steve Staios – A
- 36  Mathieu Roy
- 37  Denis Grebeshkov
- 44  Sheldon Souray
- 77  Tom Gilbert
- ??  Lubomir Visnovsky

Forwards
- 8  Geoff Sanderson
- 10  Shawn Horcoff – A
- 12  Robert Nilsson
- 13  Andrew Cogliano
- 18  Ethan Moreau – A
- 19  Marty Reasoner
- 27  Dustin Penner
- 34  Fernando Pisani
- 46  Zack Stortini
- 51  Kyle Brodziak
- 66  Tyler Spurgeon
- 78  Marc-Antoine Pouliot
- 83  Ales Hemsky
- 89  Sam Gagner
- ??  Ryan Potulny
- ??  Erik Cole
- ??  Gilbert Brulé

## 'Fredede' numre
- 3 Al Hamilton D, 1972-80, nummer fredet i 1980 (ceremoni afholdt 4. april, 2001)
- 7 Paul Coffey D, 1980-87, nummer fredet 18. oktober, 2005
- 11 Mark Messier C, 1979-91, nummer fredet 27. februar, 2007
- 17 Jari Kurri RW, 1980-90, nummer fredet 6. oktober, 2001
- 31 Grant Fuhr G, 1981-91, nummer fredet 9. oktober 9, 2003
- 99 Wayne Gretzky C, 1978-88, nummer fredet 1. oktober, 1999 (Nummer desuden fredet i hele NHL)